# 大桑インターチェンジ
大桑インターチェンジ（おおくわインターチェンジ）は、石川県金沢市にある石川県道22号金沢小松線（金沢外環状道路山側幹線、通称・山側環状）のインターチェンジである。

## 概要
- フルインターチェンジである。
- 津幡方面入口には涌波ICの出口が併設されている。このため、小松方面から涌波・片町・笠舞方面に流出する場合は本ICで降りなくてはならない。

## 道路
- 石川県道22号金沢小松線（金沢外環状道路山側幹線、通称・山側環状）

## 接続する道路
- 金沢市道

## 周辺
- ヤマダ電機金沢大桑店
- バロー大桑店
- 中部薬品大桑店
- SPORTS DEPO金沢大桑店
- KaBoS大桑店
- すき家金沢大桑店
- 北鉄金沢バス(04,05,19,72番)笠舞駅西線「大桑ランプ口」バス停

## 隣
金沢外環状道路
涌波IC - 大桑IC - 野田山参道交差点